# Liodesina
Liodesina là một chi bướm đêm thuộc họ Geometridae.